# 大橋正雄
大橋 正雄（おおはし まさお、1918年1月8日 - 1975年10月4日）は、日本の政治家。2人目の和歌山県公選知事（1967年4月23日 - 1975年10月4日）として3期を務めた。長男は前和歌山市長の大橋建一。

## 経歴
和歌山市出身。父の仕事の関係で京畿道京城府（現・ソウル特別市）に生まれた。第五高等学校を卒業。1941年10月、高等試験行政科試験に合格。同年12月、東京帝国大学法学部卒業後、内務省に入省し千葉県属となる。千葉県警察部勤務を経て、短期現役海軍主計科士官（8期）を志願。1942年1月、海軍主計中尉に任官し海軍経理学校に入校。同年5月に卒業。1943年11月、海軍主計大尉に昇進して終戦を迎え復員した。
戦後日本を占領することとなったGHQの最高司令官であるダグラス・マッカーサーを嫌って内務省を退職した。退職後は東京都で出版社を起業したものの事業が失敗したり、さらに第24回衆議院議員総選挙に東京6区から無所属で出馬するも1,800票しか獲得できずに18人中16番目で落選したりと、一時は一家離散状態になったという。
その後、大学と内務省の同期だった早川崇から和歌山県知事・小野真次に紹介してもらい、1949年に和歌山県庁へ入庁した。以後、土木部監理課長、知事公室秘書課長、知事公室長、経済部長、出納長、副知事を歴任した。

### 和歌山県知事として
1967年の和歌山県知事選挙には副知事となっていた大橋をはじめ、平越孝一や高垣善一、山口喜久一郎も意欲を見せた。しかし、汚職事件で公判中の高垣が急死したことで、保守系は概ね大橋にまとまったが、大橋が京城生まれであることをもって「第三国人」であるという中傷が行われた。週刊誌にも取り上げられ、中傷に対する非難は強くなったが、「小野亜流県政反対」や「赤旗に県庁を渡すな」という応酬の中で、県民の関心は高まって82%という投票率を記録し、大橋は18,000票差の大激戦を制して和歌山県知事となった。
1971年の第26回国民体育大会（黒潮国体）では、紀三井寺公園をはじめとする競技施設より道路などの一般インフラに重点を置いた対応を行った。また、巨体でありながらフットワークがよく、あらゆる場所に足を運んだ。ルバング島で小野田寛郎が発見された際、すぐに現地へ直行したことも話題となった。
1975年9月15日、突然体調不良を訴えて和歌山県立医科大学附属病院に入院し、診察の結果大動脈瘤破裂と判明した。循環器外科の世界的権威である和医大の客員教授・榊原仟を呼び寄せ2時間余りに及ぶ手術を行い成功したが、術後の回復が芳しくなく10月4日午前9時28分に3期目途中で死去した。